# Temporada 1978-79 de los Boston Celtics
La temporada 1978-79 fue la trigésimo tercera de los Boston Celtics en la NBA. La temporada regular acabó con 29 victorias y 53 derrotas, no logrando clasificarse para los playoffs.

## Elecciones en el Draft
| Ronda | Puesto | Jugador          | Posición | Nacionalidad   | Universidad    |
| ----- | ------ | ---------------- | -------- | -------------- | -------------- |
| 1     | 6      | Larry Bird       | Alero    | Estados Unidos | Indiana State  |
| 1     | 8      | Freeman Williams | Escolta  | Estados Unidos | Portland State |
| 2     | 30     | Jeff Judkins     | Escolta  | Estados Unidos | Utah           |

## Temporada regular
| División Central     | División Central | División Central | División Central | División Central | División Central | División Central | División Central | División Central |
| Equipo               | G                | P                | %                | PD               | Casa             | Fuera            | Div              |                  |
| -------------------- | ---------------- | ---------------- | ---------------- | ---------------- | ---------------- | ---------------- | ---------------- | ---------------- |
| y-Washington Bullets | 54               | 28               | .659             | –                | 31–10            | 23–18            | 11–5             |                  |
| x-Philadelphia 76ers | 47               | 35               | .573             | 7                | 31–10            | 16–25            | 9–7              |                  |
| x-New Jersey Nets    | 37               | 45               | .451             | 17               | 25–16            | 12–29            | 7–9              |                  |
| New York Knicks      | 31               | 51               | .378             | 23               | 23–18            | 8–33             | 7–9              |                  |
| Boston Celtics       | 29               | 53               | .354             | 25               | 21–20            | 8–33             | 6–10             |                  |

## Estadísticas
| Rk | Jugador         | Edad | P  | PT | MP   | TC  | TCI  | %TC  | TL  | TLI | %TL  | RO  | RD  | RT  | AS  | RB  | TAP | BP  | FP  | PTS  |
| -- | --------------- | ---- | -- | -- | ---- | --- | ---- | ---- | --- | --- | ---- | --- | --- | --- | --- | --- | --- | --- | --- | ---- |
| 1  | Cedric Maxwell  | 23   | 80 |    | 37.1 | 5.9 | 10.1 | .584 | 7.2 | 9.0 | .802 | 3.4 | 6.5 | 9.9 | 2.9 | 1.2 | 0.9 | 3.4 | 3.3 | 19.0 |
| 2  | Dave Cowens     | 30   | 68 |    | 37.0 | 7.2 | 14.9 | .483 | 2.2 | 2.8 | .807 | 2.2 | 7.4 | 9.6 | 3.6 | 1.1 | 0.8 | 2.6 | 3.9 | 16.6 |
| 3  | Chris Ford      | 30   | 78 |    | 33.7 | 6.7 | 14.2 | .474 | 2.1 | 2.8 | .753 | 1.5 | 1.8 | 3.3 | 4.7 | 1.5 | 0.3 | 2.6 | 2.6 | 15.6 |
| 4  | Bob McAdoo      | 27   | 20 |    | 31.9 | 8.4 | 16.7 | .500 | 3.9 | 5.8 | .670 | 1.8 | 5.3 | 7.1 | 2.0 | 0.6 | 1.0 | 3.2 | 2.8 | 20.6 |
| 5  | Jo Jo White     | 32   | 47 |    | 31.0 | 5.4 | 12.7 | .428 | 1.7 | 1.9 | .888 | 0.5 | 2.3 | 2.7 | 4.6 | 1.1 | 0.1 | 3.0 | 2.1 | 12.5 |
| 6  | Billy Knight    | 26   | 40 |    | 28.0 | 5.5 | 10.9 | .502 | 3.0 | 3.7 | .808 | 1.0 | 3.3 | 4.3 | 1.7 | 0.8 | 0.1 | 3.2 | 2.2 | 13.9 |
| 7  | Rick Robey      | 23   | 36 |    | 25.4 | 5.1 | 10.5 | .481 | 2.3 | 2.9 | .816 | 2.4 | 4.8 | 7.2 | 2.2 | 0.6 | 0.1 | 2.1 | 3.4 | 12.4 |
| 8  | Tiny Archibald  | 30   | 69 |    | 24.1 | 3.8 | 8.3  | .452 | 3.5 | 4.4 | .788 | 0.4 | 1.1 | 1.5 | 4.7 | 0.8 | 0.1 | 2.9 | 1.9 | 11.0 |
| 9  | Curtis Rowe     | 29   | 53 |    | 23.1 | 2.8 | 6.5  | .436 | 1.0 | 1.4 | .693 | 1.5 | 3.1 | 4.6 | 1.3 | 0.3 | 0.2 | 1.7 | 2.0 | 6.7  |
| 10 | Marvin Barnes   | 26   | 38 |    | 20.9 | 3.5 | 7.1  | .491 | 1.1 | 1.7 | .652 | 1.5 | 3.2 | 4.7 | 1.4 | 1.0 | 1.0 | 1.8 | 3.8 | 8.1  |
| 11 | Jeff Judkins    | 22   | 81 |    | 18.8 | 3.6 | 7.2  | .503 | 1.5 | 1.8 | .815 | 0.9 | 1.5 | 2.4 | 1.8 | 1.0 | 0.1 | 1.3 | 2.3 | 8.8  |
| 12 | Don Chaney      | 32   | 65 |    | 16.5 | 2.7 | 6.4  | .420 | 0.6 | 0.6 | .857 | 1.0 | 1.2 | 2.2 | 1.2 | 1.1 | 0.2 | 1.0 | 2.6 | 5.9  |
| 13 | Earl Williams   | 27   | 20 |    | 13.7 | 2.7 | 6.2  | .439 | 0.7 | 1.2 | .583 | 2.1 | 3.2 | 5.3 | 0.6 | 0.6 | 0.5 | 1.0 | 2.1 | 6.1  |
| 14 | Earl Tatum      | 25   | 3  |    | 12.7 | 2.7 | 6.7  | .400 | 1.3 | 1.7 | .800 | 0.3 | 1.0 | 1.3 | 0.3 | 0.0 | 0.3 | 1.0 | 2.3 | 6.7  |
| 15 | Tom Barker      | 23   | 12 |    | 10.9 | 1.8 | 4.0  | .438 | 0.9 | 1.3 | .733 | 1.0 | 1.5 | 2.5 | 0.5 | 0.3 | 0.3 | 1.1 | 2.2 | 4.4  |
| 16 | Kevin Stacom    | 27   | 24 |    | 10.8 | 2.2 | 5.5  | .391 | 0.5 | 0.8 | .684 | 0.4 | 0.6 | 1.0 | 1.5 | 0.6 | 0.0 | 1.1 | 0.8 | 4.9  |
| 17 | Dennis Awtrey   | 30   | 23 |    | 10.7 | 0.7 | 1.9  | .386 | 0.7 | 0.9 | .800 | 0.6 | 1.5 | 2.0 | 0.9 | 0.1 | 0.3 | 0.9 | 1.6 | 2.2  |
| 18 | Frankie Sanders | 22   | 24 |    | 9.0  | 2.3 | 5.0  | .462 | 0.9 | 1.1 | .815 | 0.9 | 1.2 | 2.1 | 0.7 | 0.3 | 0.1 | 1.0 | 1.0 | 5.5  |